# São Tomé and Príncipe Championship 2025
Il São Tomé and Príncipe Championship 2025, anche noto come Campeonato Nacional 2025, è la trentottesima edizione della massima divisione del campionato di calcio di São Tomé e Príncipe. Il campionato è iniziato il 21 febbraio 2025 e terminerà nell'agosto 2025.
La squadra campione in carica è l'Agrosport, che ha vinto il suo secondo titolo nazionale nell'edizione 2024.

## Stagione

### Novità
Al termine della stagione precedente sono stati retrocessi Caixão Grande e Palmar Lusitano, ultimi due classificati del girone di São Tomé. Al loro posto dalla Second League sono stati promossi UDESCAI e Oque d'El Rei.
Il girone di Principe vede al via le stesse squadre della stagione 2024.

### Formula
Le 18 squadre partecipanti sono divise in due gironi: il girone di São Tomé comprende 12 squadre che giocano andata e ritorno, mentre quello di Principe 6 squadre che giocano 4 volte l'una contro l'altra, per un totale rispettivamente di 22 e 20 giornate. Le vincenti dei due gironi giocano una finale con gare di andata e ritorno per decretare la squadra campione nazionale e qualificata alla CAF Champions League 2026-2027.
Le ultime due del girone di São Tomé vengono retrocesse, mentre il girone di Principe non prevede retrocessioni.

## Squadre partecipanti

### São Tomé
| Squadra                 | Città                  | Stagione precedente                    |
| ----------------------- | ---------------------- | -------------------------------------- |
| 6 de Setembro           | São Tomé               | 3° nel Campeonato Nacional - São Tomé  |
| Agrosport               | Monte Café             | Campione di São Tomé e Príncipe        |
| Aliança Nacional        | Água Izé               | 7° nel Campeonato Nacional - São Tomé  |
| Desportivo de Guadalupe | Guadalupe              | 10° nel Campeonato Nacional - São Tomé |
| Inter Bom-Bom           | Bom-Bom                | 2° nel Campeonato Nacional - São Tomé  |
| Juba de Diogo Simao     | Diogo Simão            | 5° nel Campeonato Nacional - São Tomé  |
| Oque d'El Rei           | Oque d'El Rei          | Second League                          |
| Praia Cruz              | São Tomé               | 6° nel Campeonato Nacional - São Tomé  |
| Trinidade               | Trindade               | 9° nel Campeonato Nacional - São Tomé  |
| UDESCAI                 | Água Izé               | Second League                          |
| UDRA                    | São João dos Angolares | 4° nel Campeonato Nacional - São Tomé  |
| Vitória                 | São Tomé               | 8° nel Campeonato Nacional - São Tomé  |

### Principe
| Squadra                    | Città         | Stagione precedente                   |
| -------------------------- | ------------- | ------------------------------------- |
| 1.º de Maio                | Nova Estrela  | 2° nel Campeonato Nacional - Principe |
| Os Operários               | Santo António | 3° nel Campeonato Nacional - Principe |
| Porto Real                 | Porto Real    | 1° nel Campeonato Nacional - Principe |
| Sporting Clube do Príncipe | Santo António | 4° nel Campeonato Nacional - Principe |
| Sundy                      | Sundy         | 5° nel Campeonato Nacional - Principe |
| UDAPB                      | Picão         | 6° nel Campeonato Nacional - Principe |

## Classifica

### São Tomé
|  | Pos. | Squadra                 | Pt | G | V | N | P | GF | GS | DR |
|  | ---- | ----------------------- | -- | - | - | - | - | -- | -- | -- |
|  | 1.   | 6 de Setembro           | 0  | 0 | 0 | 0 | 0 | 0  | 0  | 0  |
|  | 2.   | Agrosport               | 0  | 0 | 0 | 0 | 0 | 0  | 0  | 0  |
|  | 3.   | Aliança Nacional        | 0  | 0 | 0 | 0 | 0 | 0  | 0  | 0  |
|  | 4.   | Desportivo de Guadalupe | 0  | 0 | 0 | 0 | 0 | 0  | 0  | 0  |
|  | 5.   | Inter Bom-Bom           | 0  | 0 | 0 | 0 | 0 | 0  | 0  | 0  |
|  | 6.   | Juba de Diogo Simão     | 0  | 0 | 0 | 0 | 0 | 0  | 0  | 0  |
|  | 7.   | Oque d'El Rei           | 0  | 0 | 0 | 0 | 0 | 0  | 0  | 0  |
|  | 8.   | Praia Cruz              | 0  | 0 | 0 | 0 | 0 | 0  | 0  | 0  |
|  | 9.   | Trinidade               | 0  | 0 | 0 | 0 | 0 | 0  | 0  | 0  |
|  | 10.  | UDESCAI                 | 0  | 0 | 0 | 0 | 0 | 0  | 0  | 0  |
|  | 11.  | UDRA                    | 0  | 0 | 0 | 0 | 0 | 0  | 0  | 0  |
|  | 12.  | Vitória                 | 0  | 0 | 0 | 0 | 0 | 0  | 0  | 0  |

Legenda
      Ammessa alla Finale
      Retrocessa in Second League 2026.
Note:
Tre punti a vittoria, uno a pareggio, zero a sconfitta.

### Principe
|  | Pos. | Squadra                    | Pt | G | V | N | P | GF | GS | DR |
|  | ---- | -------------------------- | -- | - | - | - | - | -- | -- | -- |
|  | 1.   | 1.º de Maio                | 0  | 0 | 0 | 0 | 0 | 0  | 0  | 0  |
|  | 2.   | Os Operários               | 0  | 0 | 0 | 0 | 0 | 0  | 0  | 0  |
|  | 3.   | Porto Real                 | 0  | 0 | 0 | 0 | 0 | 0  | 0  | 0  |
|  | 4.   | Sporting Clube do Príncipe | 0  | 0 | 0 | 0 | 0 | 0  | 0  | 0  |
|  | 5.   | Sundy                      | 0  | 0 | 0 | 0 | 0 | 0  | 0  | 0  |
|  | 6.   | UDAPB                      | 0  | 0 | 0 | 0 | 0 | 0  | 0  | 0  |

Legenda
      Ammessa alla Finale
Note:
Tre punti a vittoria, uno a pareggio, zero a sconfitta.